# Mecosaspis mapanjae
Mecosaspis mapanjae är en skalbaggsart som först beskrevs av Aurivillius 1890.  Mecosaspis mapanjae ingår i släktet Mecosaspis och familjen långhorningar.
Artens utbredningsområde är Nigeria. Inga underarter finns listade i Catalogue of Life.